# خط محصول
در اصطلاحات حوزه بازاریابی، خط محصول عرضه کردن محصولات متعدد مرتبط برای فروش جداگانه است. برخلاف ارائه بسته‌ای محصول که در آن محصولات متعدد در یک گروه ادغام و سپس برای فروش عرضه می‌شوند، خط محصول شامل عرضه محصولات برای فروش به‌طور جداگانه است. یک خط ممکن است شامل محصولات مرتبط با اندازه، نوع، رنگ، ویژگی یا قیمت‌های گوناگون باشد. منظور از عمق خط تعداد زیرشاخه‌های یک شاخه است. منظور از ثبات خط میزان ارتباط محصولاتی است که خط را تشکیل می‌دهند. منظور از آسیب‌پذیری خط درصد فروش یا سودی است که تنها از تعداد اندکی از محصولات خط به دست می‌آید.